# Anders Elofson
Anders Elofson, född 25 juni 1873 i Byn, Gunnarskogs församling, Värmlands län, död 3 februari 1957 i Uppsala, var en svensk agronom.
Elofson avlade agronomexamen vid Alnarps lantbruksinstitut 1897 och tjänstgjorde som lantbrukslärare och förvaltare 1897-1900, föreståndare för Sveriges utsädesförenings filial i Ultuna 1901-1911, var extralärare där till 1912 och statskonsulent 1912-1925. 
Elofson var initiativtagare till Svenska betes- och vallföreningen, Sveriges fröodlarförbund, Sveriges centrala fröråd, Nordiska jordbruksforskares förening (NJF) och Nordiska bondeorganisationernas centralråd. Han var föreståndare för de två förstnämnda och ordförande i NJF:s svenska avdelning samt styrelseledamot i Statens centrala frökontrollanstalt. 
Elofson studerade vid naturvetenskapliga avdelningen vid Polytechnikum i Zürich 1903-1904 och 1907 och företog utrikes resor för växtförädling, växtodling och frökontroll såsom innehavare av bland annat Vetenskapsakademiens bysantinska och Lantbruksakademiens Letterstedtska utrikesstipendier, deltog 1921 inom Lantbruksstyrelsen vid sakkunnig utredning och förslag angående omorganisation av rikets frökontroll samt handel med och import av frö, skiljedomare under kristid, för Sverige-Tyskland vid utsädeshandel. 
Elofson utgav ett flertal skrifter, var redaktör för Sveriges betes- och vallförenings årsskrift och "Svensk frötidning" och höll föredrag både i Sverige och i utlandet. Han tilldelades tyska jordbrukssällskapets Eythmedalj, blev ledamot av Lantbruksakademien 1922, korresponderande ledamot av Association Internationale d'Essais de Semences 1925, filosofie hedersdoktor vid Leipzigs universitet 1930, hedersledamot av Uppsala hushållningssällskap 1933 och hedersledamot i Värmlands nation i Uppsala 1938. Han tilldelades Lantbruksakademiens stora guldmedalj 1938 och KTH:s stora pris 1949.